# Kataxu
Kataxu ist eine polnische Black-Metal-Band aus Warschau. Sie wurde 1994 von „Melfas“ und „Piąty“ gegründet.

## Geschichte
Die Band war eine der ersten Black-Metal-Gruppen, welche in größerem Stil Keyboards verwendete. 1995 erschien ein Demo namens North, welches progressiven Black Metal mit von Jean Michel Jarre beeinflussten Synthesizereffekten zu einer bizarren, düsteren Mischung vereinigt.
2000 erschien eine EP namens Roots Thunder über das Label Resistance Records, auf welcher der Sound weniger düster, dafür epischer war. Die etwa 30-Minütige Kassette besteht etwa zur Hälfte aus Metal, zur Hälfte aus Ambient.
2005 veröffentlichte die Band das bekannteste Album, Hunger of Elements, über Alex Kurtagić Label Supernal Music. Auf diesem Album setzte man trotz drei Keyboarder den Fokus stärker auf Metal und nähert sich stilistisch an Emperors Album In the Nightside Eclipse an.
Das Schlagzeug übernahm auf den beiden Alben Piotr „Mittloff“ Kozieradzki (Hate, Riverside), die Keyboards wurden von Jacek Melnicki (Riverside, Thunderbolt) übernommen, beide sind allerdings keine festen Mitglieder der Band.

## Rezeption
Die Band zeigt auf Roots Thunder bereits ihren „sofort wiedererkennbaren Klang“. Lars Christiansen von der Seite Metalcrypt.com schrieb, Roots Thunder sei trotz der höheren Popularität von Hunger of Elements seine bevorzugte Veröffentlichung, würde diese aber wegen des extensiven Gebrauchs symphonischer Elemente keinem Black-Metal-Puristen empfehlen.
Das Album Hunger of Elements gilt als Klassiker, wobei vor allem das Songwriting und das Arrangement gelobt wird. Trotz der Keyboarddominanz ist Aggression ein wichtiges Element, welche hervorragend mit den orchestralen Arrangements verschmilzt. Ein anderer Rezensent schreibt, Hunger of Elements zeichne sich vor allem durch „komplexe Strukturen und eine intensive Atmosphäre“ aus, er vergab 8,5 von 10 Punkten.
Die Band hat eine gewisse Nähe zum National Socialist Black Metal, weswegen sie von einigen Zines und Labels boykottiert wird. Kataxu ist Mitglied bei der Pagan Front, einem Zusammenschluss teilweise offen neonazistischer Black- und Pagan-Metal-Bands. Melfas und Piąty spielen außerdem beide bei einer Gruppe namens Sunwheel (ehemals Swastyka).

## Diskografie
- 1995: North (Kassette, Dagon Productions)
- 2000: Roots Thunder (EP, Slava Productions / Resistance Records)
- 2005: Hunger of Elements (Album, Supernal Music)
- 2021: Ancestral Mysteries (Album, Wolfspell Records)

North wurde 1997 zusammen mit Thunderbolts Demo Beyond Christianity wiederveröffentlicht. Roots Thunder wurde 2001 vom Darker-Than-Black-Records-Sublabel Ancestral Research mit Black Clouds over Dark Majesty, einer EP ebenfalls von Thunderbolt, auf CD herausgebracht; Roots Thunder erschien zudem 2008 zusammen mit einem Demo der Band Necator. Außerdem erscheinen Samplerbeiträge auf Hail Pagan Europe Vol.1 und Tribute to the Temple of Fullmoon.